# Tambak Rejo (Gading Rejo)
Tambak Rejo is een bestuurslaag in het regentschap Pringsewu van de provincie Lampung, Indonesië. Tambak Rejo telt 5623 inwoners (volkstelling 2010).